# Doreen Virtue
Doreen Virtue (* 29. dubna 1958) je spisovatelka a fejetonistka se zaměřením na spirituálno a léčitelství. Jde o absolventku neakreditovaného doktorského (Ph.D.) studia psychologie z Clarkson University v jižní Kalifornii a přestože se prohlašuje za psycholožku, není členskou amerického psychologického výboru a její psychologická licence byla pozastavena v roce 1993.
Sama tvrdí, že je od narození jasnovidkou pracující s říší andělů, elementálů a nanebevzatých mistrů. V léčitelství proslula zejména svými knihami o andělích a propagováním andělské terapie, v níž uplatňuje pseudovědeckou víru v anděly.
Její další knihy se zabývají také vílami, čakrami, bohyněmi, Indigovými dětmi a následně Křišťálovými dětmi a dalšími duchovními tématy, ale také například dietou a stravováním. Knihy Doreen Virtue mají většinou charakter příruček, ale napsala také novelu Solomon's Angels (česky Šalamounovi andělé). Vydala řadu vykládacích karet, které korespondují s jejími knihami. Také sestavila Mapu andělských znamení. Její díla jsou překládána do mnoha světových jazyků, mj. i do češtiny.
V dětství navštěvovala nedělní školu unitářů, patřící pod Církev jednoty (anglicky Unity Church) a školu Křesťanské vědy. Tyto školy ovlivnily celý její další život.
V roce 2017 ukončila svou esotericky orientovanou tvorbu a začala se věnovat výlučně křesťanským tématům.

## Praxe

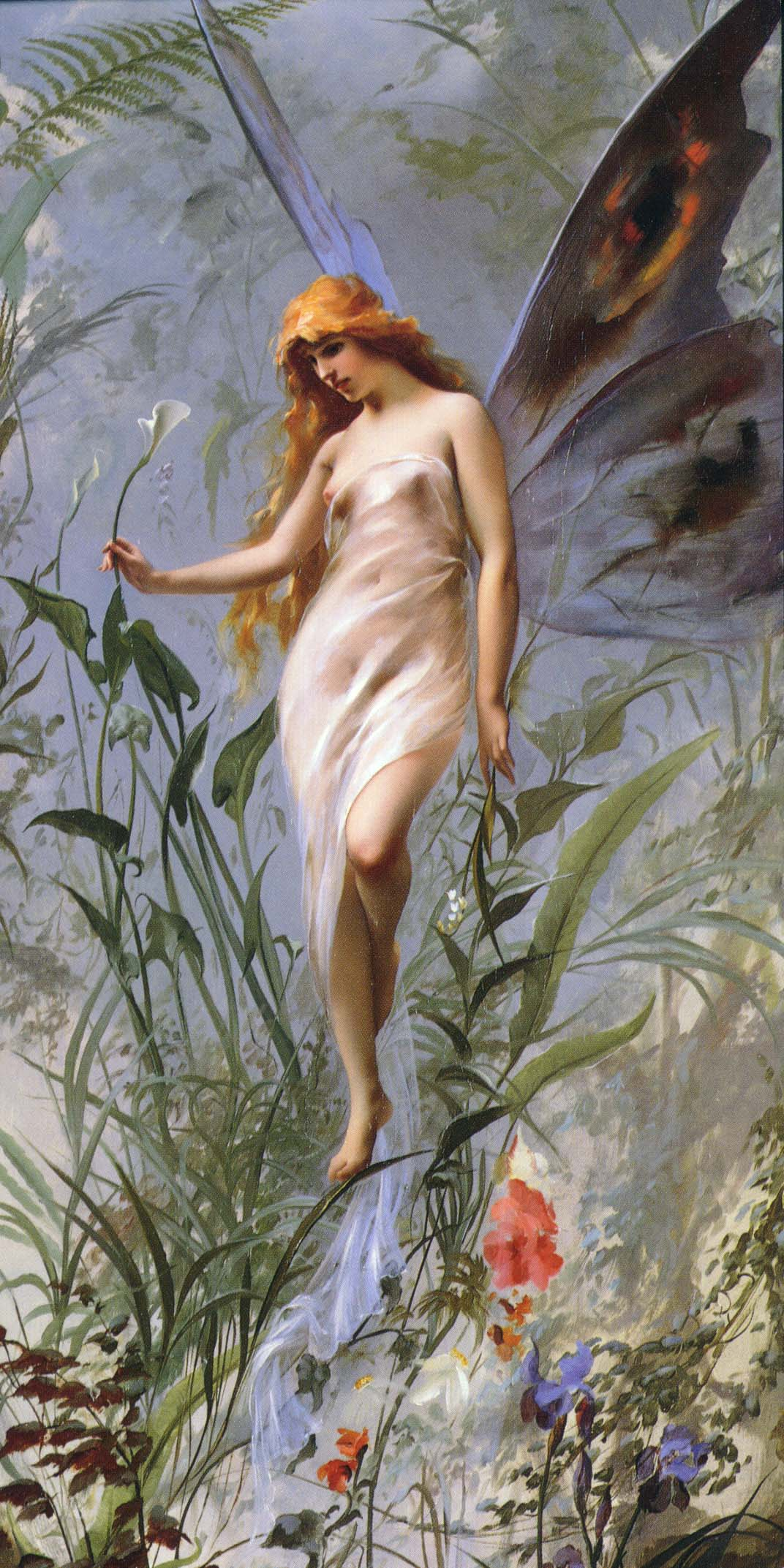
Doreen pracuje i s říší víl

Doreen Virtue vystudovala několik neakreditovaných vysokých škol v oborech psychologie a společenských věd. Řídila tři ambulantní psychiatrická centra specializující se na psychické problémy žen a na závislosti na drogách a alkoholu. Stala se zakladatelkou a ředitelkou Psychiatrické léčebny Cumberland Hall Hospital v Nashvillu specializované na ženy. V roce 1993 jí však byla pozastavena psychologická licence.
Od roku 1995, kdy byla přepadena, změnila svůj „západní“ pohled na psychologii a věnuje se svým duchovním schopnostem s využití své dosavadní praxe. Věnuje se andělské terapii a rozšiřuje své učení, vede workshopy. Píše fejetony pro několik měsíčníků. Spolupracuje s Hay House Radio založené Louise L. Hay. Účastní se televizních a rozhlasových programů, jako je Oprah show, The View, Good Morning America a dalších.

## Dílo
- I'd Change My Life If I Had More Time  (1996)
- The Yo-Yo Diet Syndrome (1997)
- The Lightworker's Way (1997)
- Angel Therapy (1997)
- Chakra Clearing (1998)
- Healing With The Angels (1999)
- Healing With The Fairies (2001)
- The Care And Feeding Of Indigo Children (2001)
- Eating In The Light (2001)
- Losing Your Pounds Of Pain (2002)
- Earth Angels (2002)
- Messages From Your Angels (2003)
- The Crystal Children (2003)
- Archangels & Ascended Masters (2004)
- Crystal Therapy (2005)
- Angel Numbers (2005)
- Angel Medicine (2005)
- Divine Magic (2006)
- Angels 101 (2006)
- Daily Guidance from Your Angels (2006)
- Goddesses & Angels (2007)
- Fairies 101 (2007)
- Realms of the Earth Angels (2007)
- Healing Words From the Angels (2007)
- How to Hear Your Angels (2007)
- My Guardian Angel (2007)
- Solomon's Angels (2008)
- The Miracles of Archangel Michael (2008)
- Signs From Above (2009) (společně s Charlesem Virtue)

## České vydání

### Knihy
- Léčení s vílami Praha: Synergie, 2003 ISBN 80-86099-79-2
- Pozemští andělé Praha: Synergie, 2004 ISBN 80-86099-88-1
- Léčení s anděly Praha: Synergie, 2004 ISBN 80-86099-98-9
- Poslové světla Praha: Synergie, 2005 ISBN 80-86099-95-4
- Setkání s anděly Praha: Pragma, 2006 ISBN 80-7349-010-2
- Andělská terapie Praha: Synergie, 2006 ISBN 80-7370-115-4
- Zbavte se svých kil bolesti Praha: Synergie, 2007 ISBN 978-80-7370-119-2
- Božská magie Praha: Synergie, 2007 ISBN 978-80-7370-006-5
- Andělská medicína Praha: Pragma, 2007 ISBN 978-80-7349-036-2
- Víly Praha: Pragma, 2008 ISBN 978-80-7349-126-0
- Tvůj život ve světle Praha: Synergie, 2008 ISBN 978-80-7370-014-0
- Léčení čaker Praha: Pragma, 2008 ISBN 978-80-7349-090-4
- Indigové děti a andělská terapie Olomouc: Fontána, 2008 ISBN 978-80-7336-461-8
- Křišťálové děti Olomouc: Fontána, 2008 ISBN 978-80-7336-465-6
- Archandělé a andělé na nebesích Praha: Pragma, 2008 ISBN 978-80-7349-136-9
- Andělé Praha: Pragma, 2008 ISBN 978-80-7349-135-2
- Rady andělů na každý den Praha: Synergie, 2009 ISBN 978-80-7370-012-6
- Poselství andělů Praha: Pragma, 2009 ISBN 978-80-7349-182-6
- Léčení krystaly Praha: Synergie, 2009 ISBN 978-80-7370-142-0
- Bohyně a andělé Praha: Synergie, 2009 ISBN 978-80-7370-018-8
- Můj anděl strážný Olomouc: Fontána, 2010 ISBN 978-80-7336-600-1
- Zázraky archanděla Michaela Praha: Synergie, 2011 ISBN 978-80-7370-190-1
- Andělská terapie: pracovní kniha Praha: Pragma, 2011 ISBN 978-80-7349-291-5

### Vykládací karty
- Léčení s vílami Praha: Synergie, 2003 ISBN 80-86099-86-5
- Poslové světla Praha: Synergie, 2004, ISBN 80-86099-94-6
- Andělské karty Praha: Synergie, 2004 ISBN 80-86099-77-6
- Andělé a svatí Praha: Synergie, 2006 ISBN 80-7370-111-1
- Kouzelní delfíni a mořské víly Praha: Synergie, 2006 ISBN 80-7370-102-2
- Mapa andělských znamení (mapa s kostkami) Praha:Synergie, 2006 ISBN 80-7370-114-6
- Poslové světla Praha: Synergie, 2007 ISBN 978-80-7370-118-5
- Poselství bohyní Praha: Synergie, 2007 ISBN 978-80-7370-117-8
- Poselství archandělů Praha: Synergie, 2007 ISBN 978-80-7370-123-9
- Kouzelní jednorožci Praha: Synergie, 2007 ISBN 978-80-7370-120-8
- Rady andělů na každý den Praha: Synergie, 2008 ISBN 978-80-7370-017-1
- Andělské karty (2. vydání) Praha: Synergie, 2008 ISBN 978-80-7370-077-5
- Nanebevzetí mistři Praha: Synergie, 2009 ISBN 978-80-7370-027-0
- Andělská terapie Praha: Synex SE, 2010 ISBN 978-80-7370-135-2
- Vykládací karty archanděla Michaela Praha: Synergie, 2011 ISBN 978-80-7370-144-4
- Magická poselství víl Praha: Synergie, 2011 ISBN 978-80-7370-197-0
- Léčivé karty archanděla Rafaela Praha: Synergie 2011 ISBN 978-80-7370-194-9